# Blepisanis lateralis
Blepisanis lateralis là một loài bọ cánh cứng trong họ Cerambycidae.